# Сперджен, Чарльз Гаддон
Ча́рльз Га́ддон Спе́рджен (англ. Charles Haddon Spurgeon; 19 июня 1834 — 31 января 1892) — английский баптист, проповедник. Сперджен твёрдо придерживался традиционного реформатского баптистского вероучения, защищая церковь в соответствии с Вестминстерским вероисповеданием 1689 года, противостоял либеральным и прагматическим тенденциям церкви того времени. Один из наиболее выдающихся представителей гомилетической экзегезы в протестантизме.
Сперджен 38 лет был пастором церкви «New Park Street Chapel» (рус. «Часовня на улице Нью Парк», позже «Metropolitan Tabernacle» (рус. «Метрополитанская скиния»)) в Лондоне, крупнейшей баптистской церкви в Англии. Он был участником нескольких конфликтов с Баптистским союзом Великобритании и позже покинул это объединение по причине расхождения в убеждениях. В 1867, он основал сиротский приют, который впоследствии был назван Spurgeons в честь него. Также он открыл библейский колледж, который также после его смерти получил имя основателя.
Сперджен является автором множества трудов, в число которых входят многочисленные проповеди, одна автобиография, комментарии на Библию, книга о молитве, молитвы, журналы, стихи, гимны и т.д. Многие проповеди были записаны во время их произнесения и переведены на множество языков ещё при жизни Сперджена. Свидетели утверждают, что он говорил мощные проповеди, которые характеризовались глубиной мысли и точностью изложения, а его ораторское мастерство завораживало членов Метрополитанской Скинии. Многие христиане высоко ценят его сочинения по сравнению с другими религиозными авторами.

## Биография

### Ранняя жизнь
Родился 19 июня 1834 года в городе Келведон, в английском графстве Эссекс. В возрасте 10 месяцев его перевезли в Колчестер. Выход Сперджена из англиканства произошёл 6 января 1850 года, когда ему было 15 лет. Когда он был в дороге, снежная буря вынудила его прервать запланированное путешествие и остановиться в методистской церкви в Ньютауне, Колчестер, где Бог коснулся его сердца. Текст, который тронул его, был Исаия 45:22: «Ко Мне обратитесь, и будете спасены, все концы земли, ибо Я Бог, и нет иного». Позже, в том же году, 4 апреля 1850 года, он стал членом церкви в Ньюмаркете.
3 мая 1850 года произошло его крещение, после чего переехал в Кембридж, где стал учителем воскресной школы и несколько позже начал свою проповедническую деятельность. Свою первую проповедь Сперджен сказал зимой 1850-51 в коттедже Теверсам, когда ему пришлось подменить друга. С самого начала его проповеднической деятельности, его стиль и способности оценивались выше среднего. В том же году он стал пастором небольшой баптистской церкви в Уотербич, Кембриджшир, где в 1853 году он опубликовал свою первую литературную работу «Gospel Tract» (рус. «Евангельский трактат»).

### Служение в Часовне на улице Нью Парк

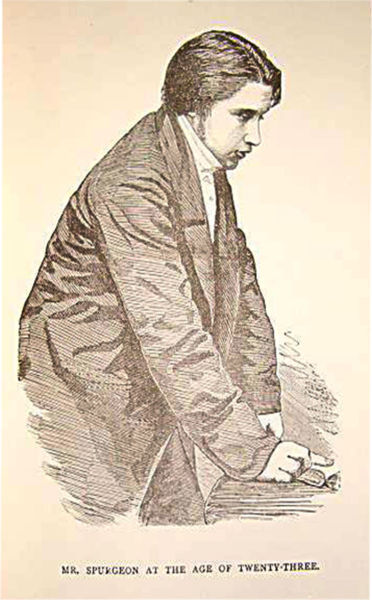
Сперджен в возрасте 23 лет

В апреле 1854 года, через четыре года после обращения, Сперджен, которому тогда было всего 19 лет, был приглашен на должность пастора в знаменитую лондонскую церковь Часовня на улице Нью Парк, Саутуорк, где до него пасторами были частный баптист Бенджамин Кич, богослов Джон Гилл и Джон Риппон. Это была самая большая баптистская община в Лондоне на тот момент, которая последние несколько лет постоянно уменьшалась. В Лондоне Сперджен становится одним из основателей Лондонской баптистской ассоциации.
Всего через несколько месяцев после прибытия в Лондон, проповеди Сперджена становятся популярными и он приобретает широкую известность. Спустя несколько лет была опубликована его первая проповедь в Часовне на улице Нью Парк. После этого проповеди Сперджена печатаются каждую неделю и их тираж растёт. К моменту своей смерти в 1892 он сказал около 3600 проповедей и опубликовал 49 томов комментариев на Библию, высказываний, анекдотов, иллюстраций и молитв.
Рост известности Сперджена сразу же спровоцировал рост критики в его адрес. Первое нападение в прессе появилось в Earthen Vessel в январе 1855 года. Его проповедь, хоть и не была революционной по сути, была откровенным и прямым призывом к людям, читающим Библию, привести свои убеждения в соответствие её учению. Нападки со стороны средств массовой информации продолжались на протяжении всей его жизни. Община быстро переросла свое здание и переехала в Эксетер Холл, затем в музыкальном зале Сюррей Гаденс. В этих местах Сперджен часто проповедовал аудитории, насчитывающей более 10000 человек. В 22 года Сперджен стал самым популярным проповедником своего времени.

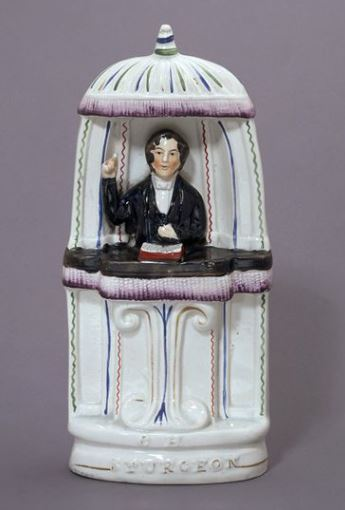
Стаффордширская статуэтка проповедующего Спержена, 1860

8 января 1856 года Сперджен женился на Сусанне, дочери Роберта Томпсона. Несколько позже, 20 сентября 1857 у них родились двое близнецов, Чарльз и Томас. В 1856 году, поскольку собственная церковь не могла вместить всех желающих, Сперджен впервые начал проповедовать в концертных залах, где одновременно собиралось до 10 тысяч человек. 19 октября 1856 года, когда Сперджен в первый раз проповедовал в музыкальном зале Сюррей Гаденс произошла трагедия. Во время проповеди кто-то закричал: «Пожар!» Началась паника, люди ринулись к выходу и в произошедшей давке несколько человек погибли и многие получили серьёзные травмы. Это событие сильно ударило по Сперджену и ввергло его в глубокую депрессию. Даже через много лет он не мог вспоминать об этом событии без слёз.
Уолтер Торнбери позже написал в «Старом и Новом Лондоне» (1897), описывая последующие собрания в Сюррей Гаденс:

…собрание, состоящее из 10 000 душ, устремляющееся в зал, заполняющее галереи, жужжащее, гудящее и роящееся как гигантский улей пчел; стремящееся сперва занять лучшие места и, наконец, любое оставшееся место вообще. После получасового ожидания, — если вы хотите занять место, вы должны быть там как минимум за это время … мистер Сперджен поднимается на свою трибуну. Гул, суета и толкание людей сменяются тихим, сосредоточенным волнением … которое, казалось, разом пронеслось, как электрический ток, через грудь всех присутствующих, и этой магнитной цепью проповедник держал нас около двух часов. Я не ставлю своей целью кратко изложить его выступление. Достаточно сказать о его голосе, что его сила и громкость достаточны, чтобы достичь каждого в этом огромном собрании; о его языке, который не является ни высокопарным, ни обыденным; о его стиле, который временами фамильярен, временами пафосен, но всегда счастлив и часто красноречив; о его доктринах, где ни термин «кальвинизм», ни термин «баптизм» не фигурируют в первых рядах той битвы, которую ведёт мистер Сперджен с неослабевающим упорством и оружием Евангелия против безбожия, лжи, лицемерия, гордости и тех тайных заурядных грехов, которые так легко одолевают человека в повседневной жизни; и, подытоживая всё одним словом, достаточно сказать о нём, как о человеке, который поражает вас своей совершенной убеждённостью и искренностью.
Работа Сперджена продолжалась. В 1857 году в Лондоне он организовал пасторский колледж, которому уже после его смерти в 1923 году, когда он переехал в свое нынешнее здание в Саут-Норвуд-Хилл, было присвоено имя основателя. 7 октября 1857 года проповедь Сперджена в Хрустальном Дворце в Лондоне собрала наибольшее число слушателей — 23 654 человека, благодаря чему в прессе он получил титул «короля проповедников». По этому поводу Сперджен писал:

В 1857 году, за день или два до проповеди в Хрустальном дворце, я решил выбрать место, где следует установить кафедру; и, чтобы проверить акустические свойства здания, громко закричал: «вот Агнец Божий, Который берёт на Себя грех мира». В одной из галерей эти слова услышал рабочий, который ничего не знал о том, что происходит, и они сошли, как послание с неба, в его душу. Он был поражён осознанием вины за свой грех, отложил свои инструменты, пошёл домой и там, после периода духовной борьбы, обрёл мир и жизнь, созерцая Агнца Божьего. Спустя годы он рассказал эту историю тому, кто посетил его на смертном одре

### Служение в Метрополитанской Скинии

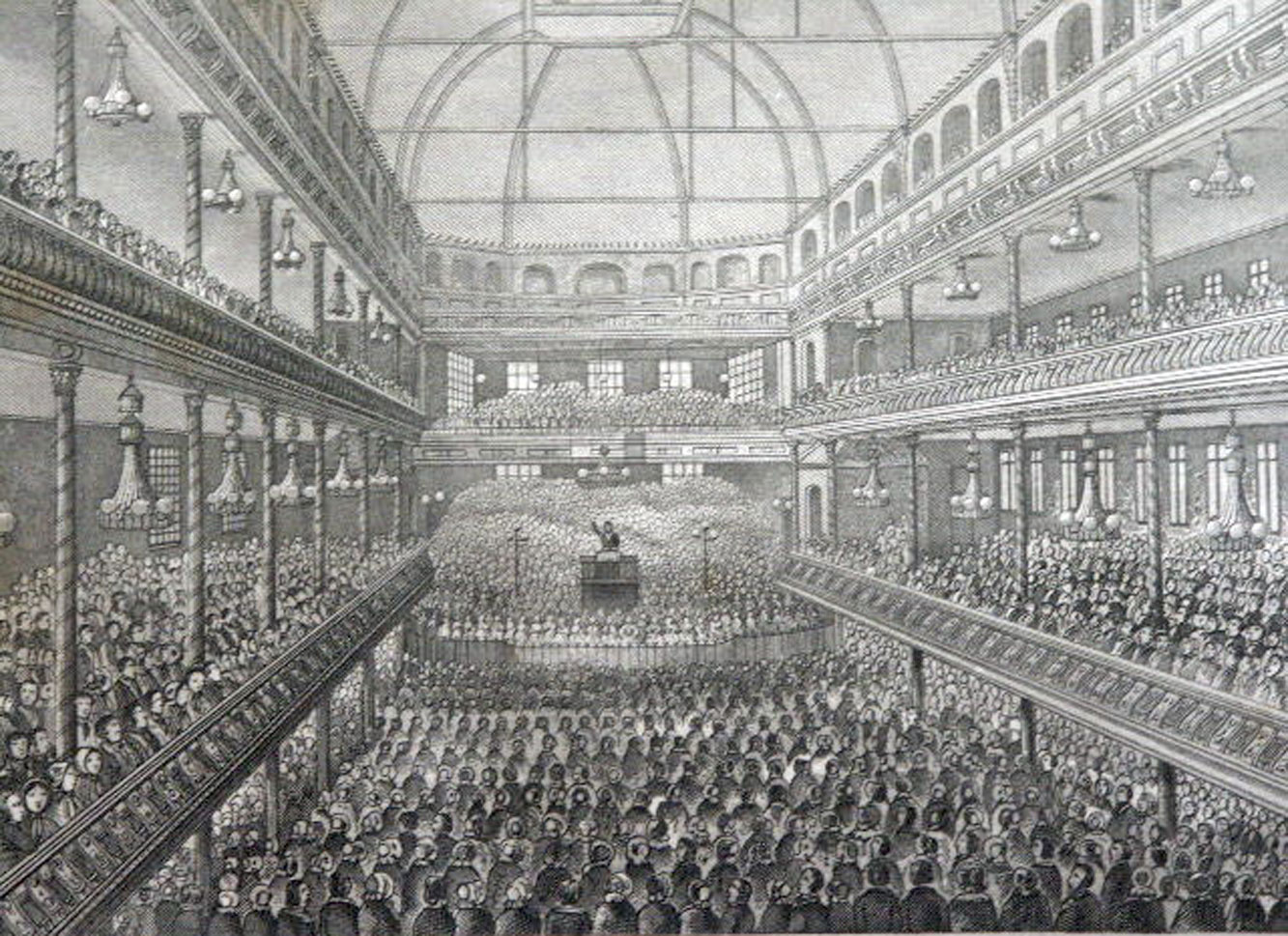
Спереджен проповедует в музыкальном зале Сюррей Гаденс в 1858.

18 марта 1861 года община переехала в новое церковное здания, рассчитанного на одновременное присутствие шести тысяч человек. В нём было 5000 сидячих и 1000 стоячих мест. Церковь получает название «Metropolitan Tabernacle» (рус. «Метрополитанская скиния»). Метрополитанская Скиния была самым большим церковным зданием своего времени. Сперджен проповедовал в этой церкви по несколько раз в неделю на протяжении 31 года до самой своей смерти. Он никогда не делал призывов к алтарю в конце своих проповедей, но всегда объявлял, что, если кто-то был заинтересован его проповедью в воскресенье, то он может с ним встретиться для беседы перед или после богослужении на следующее утро. И в этот день всегда кто-то был у его двери.
Он полностью писал конспекты своих проповедей перед тем, как проповедовать, но к кафедре выходил лишь с карточкой рядом набросков. Стенографы записывали его речь во время проповеди, на следующий день Сперджен вносил свои изменения в стенограммы для их немедленной публикации. Его еженедельные проповеди, которые продавались за копейки, были широко распространены и до сих пор остаются одной из самых продаваемых серий публикаций за всю историю.
Начало первой проповеди Сперджена в Скинии:

Я хотел бы, чтобы объектом служения этого дома, до тех пор, пока будет стоять эта кафедра, и до тех пор, пока этот дом будет часто посещаться верующими, была личность Иисуса Христа. Мне не стыдно признавать себя кальвинистом, хотя я кальвинист больше по Кальвину, чем по современной искажённой моде. Я не стесняюсь носить имя баптиста. Вы имеете достаточно доказательств того, что я не стыжусь этого таинства нашего Господа Иисуса Христа. Но если меня попросят сказать, каково мое кредо, я думаю, что должен ответить: «Это Иисус Христос». Мой почтенный предшественник, доктор Гилл, оставил восхитительное и превосходное в своем роде богословие; но богословие, к которому я приковываю и связываю себя навсегда с Божьей помощью, — это не его система богословия или какое-либо другое человеческое учение, а Христос Иисус, Который является суммой и сущностью Евангелия; Кто в себе все богословие, воплощение каждой драгоценной истины, всеславное личное воплощение пути, истины и жизни.— 
Помимо публикации проповедей Сперджен также написал несколько гимнов и в 1866 году издал новый сборник духовных гимнов под названием «Our Own Hymn Book» (рус. «Наша собственная книга гимнов»). В основном этот сборник состоял из псалмов и гимнов Исаака Уоттса, которые были первоначально отобраны ещё Джоном Риппоном, предшественником Сперджена. Пение в собрании было исключительно а капелла под его руководством. Тысячи людей слушали проповеди и пели гимны без какого-либо усиления звука. Гимны были предметом, к которому Спержен относился серьёзно. Когда Сперджен проповедовал ещё на Нью-Парк-стрит, в Англии был издан сборник гимнов под названием «The Rivulet» (рус. «Ручей»). Сперджен выступил с критикой богословия этого сборника, которое было в значительной степени деистическим. В конце своего отзыва Сперджен предупредил:

Вскоре нам придется бороться за истину не в детских перчатках, а в латных рукавицах святого мужества и честности. Идите, воины креста, потому что Царь во главе вас.
5 июня 1862 года, Сперджен бросил вызов англиканской церкви, выступив с проповедями против возрождения через крещение. Тем не менее, Сперджен также участвовал и в деятельности других деноминаций: например, в 1877 году он проповедовал на открытии нового церковного здания Свободной церкви Шотландии в Дингуолле. Именно в этот период Сперджен нашёл друга в лице Джеймса Хадсона Тейлора, основателя межконфессиональной Китайской внутренней миссии. Сперджен оказывал финансовую поддержку работе миссии и советовал многим кандидатам в миссионеры подать заявку на служение в миссию Тейлора. Он также трудился в работе по межкультурной евангелизации, пропагандируя т. н. «Книгу без слов», учебное пособие, которое он описал в послании от 11 января 1866 года отрывком из Псалма 50:9: «Омой меня, и буду белее снега». Книга использовалась и до сих пор используется для обучения евангельским истинам людей, не имеющих навыков чтения, и представителей других культур и языков.
Следуя примеру Джорджа Мюллера, Сперджен основал в Лондоне детский приют Стоквелл, который был открыт в 1867 году. В 1879 году приют стал принимать также и девочек. Работа приюта продолжалась до 1940 года, когда его во время Второй мировой войны не разбомбила немецкая авиация. После войны приют был восстановлен и переименован в Приют Сперджена, который действует до сего дня.
После смерти миссионера Дэвида Ливингстона в 1873 году среди его немногих вещей была обнаружена обесцвеченная копия одной из популярных проповедей Сперджена «Accidents, Not Punishments». На верхней части первой страницы находился рукописный комментарий: «Очень хорошо, Д. Л.» Дэвид носил эту проповедь с собой во время своих путешествий по Африке. Эта копия была доставлена Сперджену и он хранил её как сокровище.

### Полемика о понижении

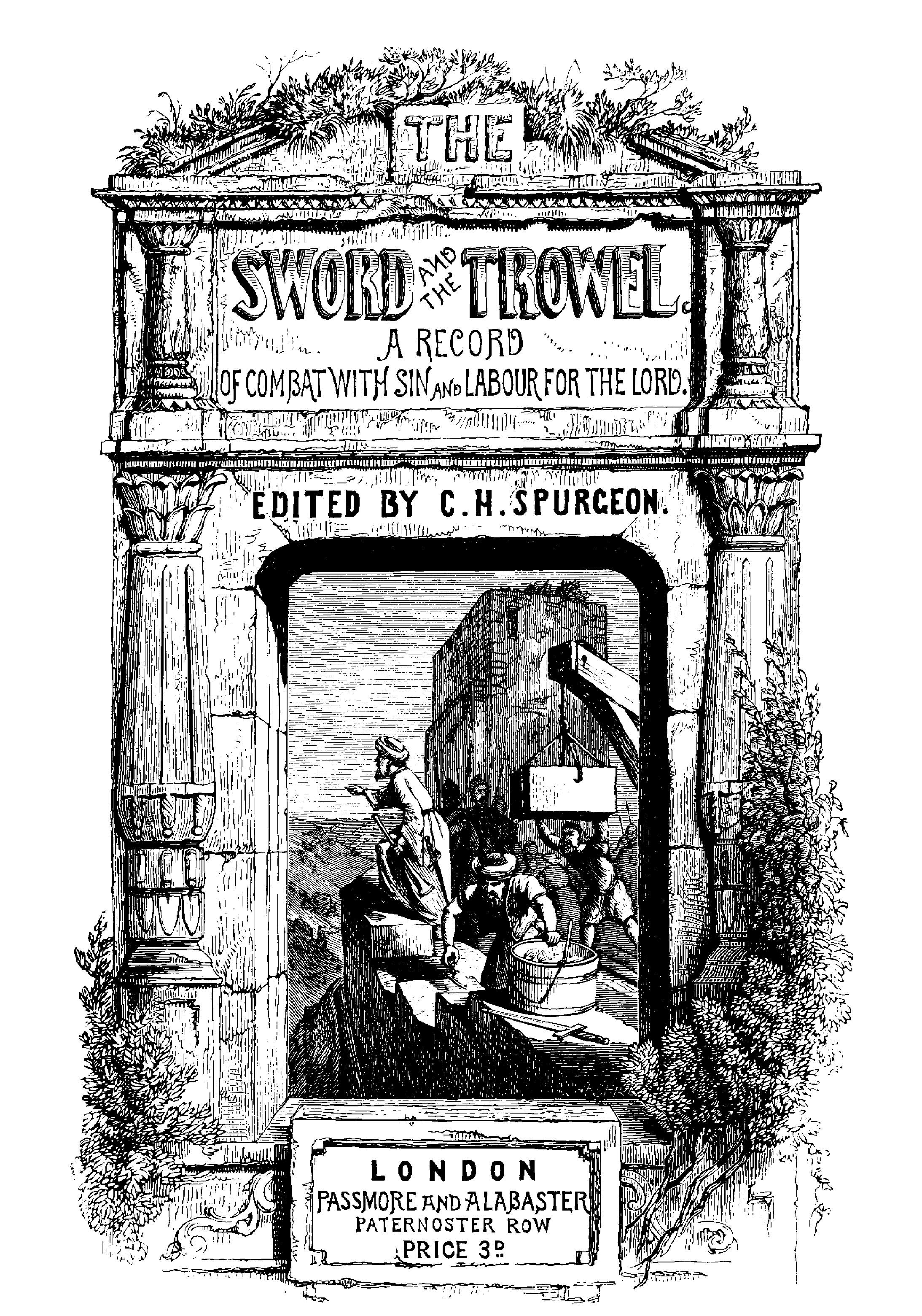
Оригинальная обложка книги «Мастерок и меч»

В 1887 году после того как в The Sword & the Trowel (рус. «Меч и Мастерок») была опубликована статья Сперджена «Понижение», среди английских баптистов началась так называемая «Полемика о понижении». В ходе полемики Метрополитанская Скиния вышла из Баптистского Союза Великобритании, став крупнейшей в мире автономной церковью. Сперджен сформулировал разногласие следующим образом:

Верующие в искупление Христа теперь объявляются в союзе с теми, кто его отвергает; верующие в Священное Писание находятся в конфедерации с теми, кто отрицает его богодухновенность; те, кто придерживается евангельской доктрины, находятся в открытом союзе с теми, кто называет её басней, кто отрицает личность Святого Духа, кто называет оправдание только верой аморальным, и считает, что после смерти существует ещё один шанс… Наше твёрдое убеждение в том, что не должно быть никакого продолжения общения. Общение с фундаментальной ошибкой это участие в грехе— 
Спор получил свое название от употребления Спердженом термина «Понижение» для описания взгляда некоторых других баптистов на Библию (то есть, они «понизили» Библию и принцип sola scriptura). Сперджен утверждал, что постепенное принятие гипотезы Графа Веллхаузена, теории эволюции Чарльза Дарвина и других идей ослабляло Союз баптистов. Сперджен решительно осудил учение, которое привело к:

Несомненно, новое учение не может принести пользу ни Богу, ни человеку; оно не приспособлено для этого. Если бы его даже проповедовали в течение тысячи лет все самые искренние люди мира, это никогда не обновило бы ни одну душу и не победило бы гордость ни в одном человеческом сердце.— 
Противостояние вызвало раскол между баптистами и другими нонконформистами. Аргументы Сперджена до сих пор рассматриваются ими как важная парадигма.

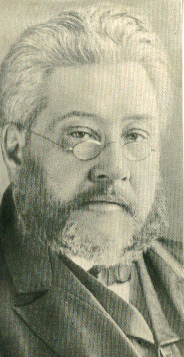

### Последние годы и смерть
В последние годы здоровье Сперджен значительно ухудшилось, он болел сочетанием ревматизма, подагры и болезни Брайта. Скончался Сперджен в 1892 году во Франции, в городе Ментона, где находился на лечении, похоронен в Лондоне.

## Произведения
Литературное наследие Чарльза Гаддона Сперджена составляет более 60 томов проповедей и 140 книг по различным вопросам христианского богословия и духовной жизни.
Проповеди Сперджена считаются классическими в протестантской гомилетике, его труды переведены более чем на 35 языков мира и входят в число наиболее популярной духовной литературы в баптистских, пятидесятнических и иных близких к ним по учению церквях.
В своём богословии Сперджен придерживался кальвинистских воззрений и консервативного подхода к трактовке Библии, категорически отрицая аллегорический метод толкования.

Библия — не есть сборник красивых аллегорий или поучительных поэтических преданий. Она передает нам действительно происшедшие события и открывает необычайно серьёзные, важные истины.— Ч. Сперджен. Добрые советы проповедникам Евангелия
Наиболее значимые произведения:
- В ожидании Его пришествия. Собрание проповедей в честь вечери Господней[25]
- Добрые советы проповедникам Евангелия
- Ибо так написано[26]
- Как приводить души ко Христу[27]
- Сердце, отданное Богу
- Бог Вседержитель
- Сокровищница Давида
- Всё для славы Божьей. Автобиография[28]
- 12 проповедей о сердце[29]
- 12 проповедей о верующих[30]
- Дверь Его дома открыта[31]
- Иов глазами великого проповедника[32]